# Auxelles-Bas
Auxelles-Bas (Duits: Niederassel) is een gemeente in het Franse departement Territoire de Belfort (regio Bourgogne-Franche-Comté) en telt 461 inwoners (1999). De plaats maakt deel uit van het arrondissement Belfort. In het Elzassisch of het Duits heette de plaats vroeger Nieder-Assel.

## Geografie
De oppervlakte van Auxelles-Bas bedraagt 9,3 km², de bevolkingsdichtheid is 49,6 inwoners per km².
De onderstaande kaart toont de ligging van Auxelles-Bas met de belangrijkste infrastructuur en aangrenzende gemeenten.

## Demografie
Onderstaande figuur toont het verloop van het inwonertal (bron: INSEE-tellingen).